# Sârbeni
Sârbeni è un comune della Romania di 1 610 abitanti, ubicato nel distretto di Teleorman, nella regione storica della Muntenia. 
Il comune è formato dall'unione di 3 villaggi: Sârbeni, Sârbenii de Jos, Udeni.
La sede comunale è ubicata nell'abitato di Sârbenii de Jos.